# ヨ・ラ・テンゴ
ヨ・ラ・テンゴ（Yo La Tengo）は、アメリカのオルタナティヴ・ロック・バンド。
1984年にニュージャージー州ホーボーケンにて結成。当初はジョージア・ハブレイとアイラ・カプランの2人組だったが、1992年にジェイムズ・マクニューが加入した。

## バンド名の由来
バンド名のヨ・ラ・テンゴは、メジャーリーグでの逸話に由来する。1962年、ニューヨーク・メッツでセンターを守っていたリッチー・アシュバーンは、ショートのエリオ・チャコンと外野で衝突することがあった。これはチャコンがベネズエラ出身で英語を話せず、意思の疎通が図れないためであった。そこで、チャコンのためにアシュバーンはスペイン語で「¡Yo la tengo!（俺が取る!）」と叫ぶようにし、チャコンとの衝突を免れることができた。しかしある時、油断したアシュバーンはスペイン語を話せないレフトのフランク・トーマスとぶつかってしまった。起き上がったトーマスはアシュバーンに「What the heck is a Yellow Tango?（イエロー・タンゴって何だよ?）」と尋ねたという。

## メンバー

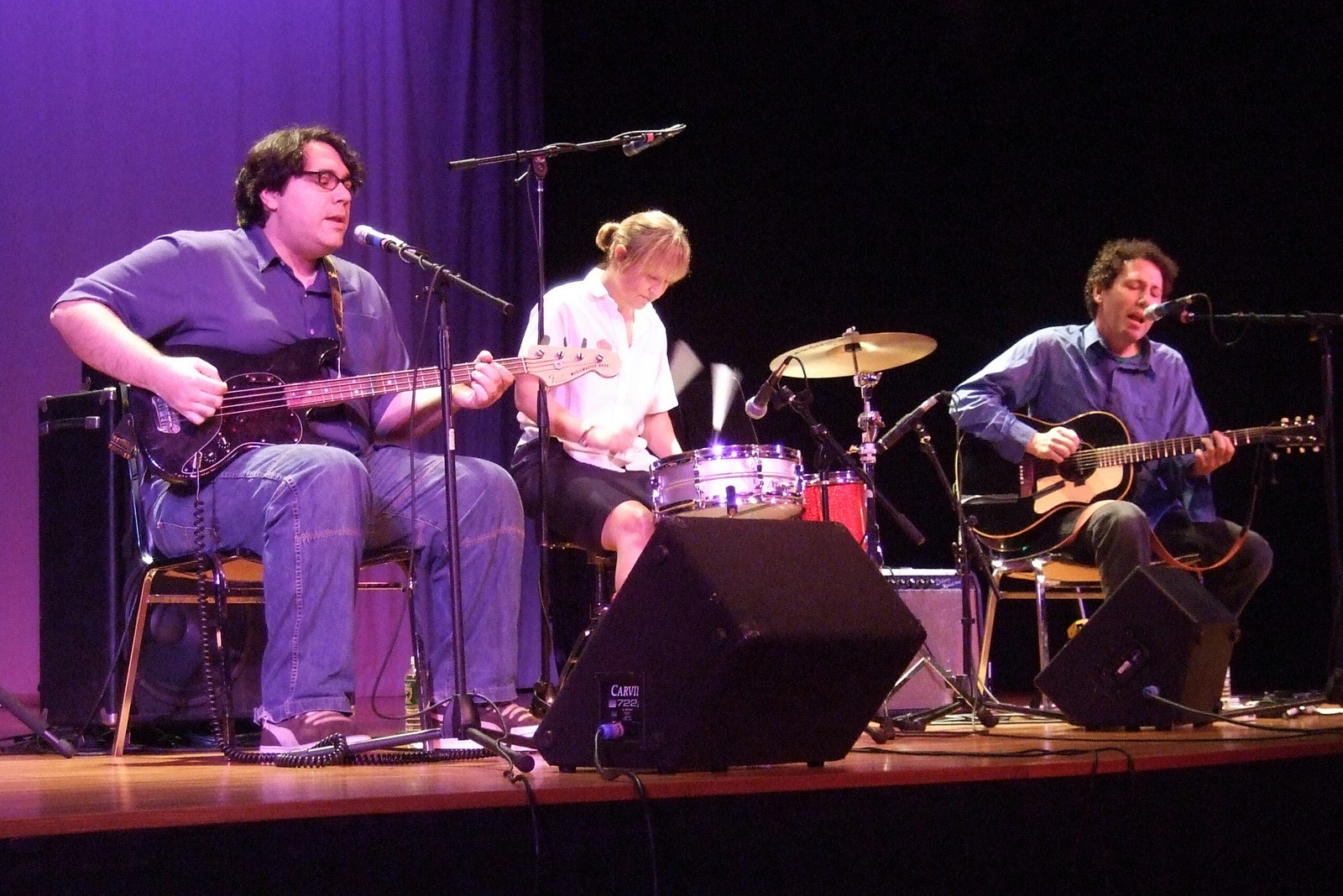
ライブでのバンドメンバー（2007年）

- アイラ・カプラン (Ira Kaplan) - ボーカル、ギター、キーボード (1984年– )
- ジョージア・ハブレイ (Georgia Hubley) - ボーカル、ドラム、パーカッション、キーボード (1984年– )
- ジェイムズ・マクニュー (James McNew) - ボーカル、ベース、パーカッション、キーボード (1992年– )

アイラとジョージアは夫婦。ジェイムズは「Dump」名義でも活動している。

### 旧メンバー
- デイヴ・スクラム (Dave Schramm) - リード・ギター (1985年–1986年、2015年)
- デイヴ・リック (Dave Rick) - ベース (1985年)
- マイク・ルイス (Mike Lewis) - ベース (1985年–1986年)
- スティーヴン・ウィッチニュースキ (Stephan Wichnewski) - ベース (1987年–1989年)

## ディスコグラフィ

### スタジオ・アルバム
- 『ライド・ザ・タイガー』 - Ride the Tiger (1986年)
- 『ニュー・ウェイヴ・ホット・ドッグス』 - New Wave Hot Dogs (1987年)
- 『プレジデント・ヨ・ラ・テンゴ』 - President Yo La Tengo (1989年)
- 『フェイクブック』 - Fakebook (1990年)
- 『メイ・アイ・シング・ウィズ・ミー』 - May I Sing with Me (1992年)
- 『ペインフル』 - Painful (1993年)
- 『エレクトロピューラ』 - Electr-O-Pura (1995年)
- 『アイ・キャン・ヒア・ザ・ハート・ビーティング・アズ・ワン』 - I Can Hear the Heart Beating as One (1997年)
- 『アンド・ゼン・ナッシング・ターンド・イットセルフ・インサイド-アウト』 - And Then Nothing Turned Itself Inside-Out (2000年)
- 『サマー・サン』 - Summer Sun (2003年)
- 『アイ・アム・ノット・アフレイド・オブ・ユー・アンド・アイ・ウィル・ビート・ユア・アス』 - I Am Not Afraid of You and I Will Beat Your Ass (2006年)
- 『ポピュラー・ソングス』 - Popular Songs (2009年)
- 『フェイド』 - Fade (2013年)
- 『スタッフ・ライク・ザット・ゼア』 - Stuff Like That There (2015年)
- 『ゼアズ・ア・ライオット・ゴーイング・オン』 - There's a Riot Going On (2018年)
- 『スリープレス・ナイト』 - Sleepless Night (2020年)

### コンピレーション・アルバム
- 『ジニアス+ラヴ＝ヨ・ラ・テンゴ』 - Genius : Love = Yo La Tengo (1996年)
- 『ミシュモシ・モシ』 - Mishmoshi-Moshi (2000年)
- 『プリズナーズ・オヴ・ラヴ : ザ・ベスト・オヴ・ヨ・ラ・テンゴ 85-03』 - Prisoners Of Love (A Smattering Of Scintillating Senescent Songs 1985-2003) (2005年)
- Yo La Tengo Is Murdering the Classics (2006年)
- They Shoot, We Score (2008年)
- Murder in the Second Degree (2016年)

### カバー・アルバム
- 『ファックブック』 - Fuckbook (2009年) ※コンドー・ファックス名義

### コラボレーション・アルバム
- 『ストレンジ・バット・トゥルー』 - Strange But True (1998年) ※ジャド・フェア (ハーフ・ジャパニーズ) とのコラボ
- 『ア・クエスチョン・オヴ・テンパラチュア』 - V.O.T.E. (2004年) ※クリス・ステイミーとのコラボ
- Parallelogram (2015年) ※Bardo Pondとのスプリット・アルバム
- Nursery Rhymes (2015年) ※Bill Wells & Friendsのアルバム。ヨ・ラ・テンゴは6曲に参加

### 映画音楽
- The Sounds of the Sounds of Science (2002年) ※ドキュメンタリー作品
- 『ジューンバグ』 -  Junebug (2005年)
- 『オールド・ジョイ』 - Old Joy (2006年)
- 『ショートバス 』 - Shortbus (2006年)
- 『アドベンチャーランドへようこそ』 - Adventureland (2009年)